# NGC 535
NGC 535 é uma galáxia espiral (S0-a) localizada na direcção da constelação de Cetus. Possui uma declinação de -01° 24' 32" e uma ascensão recta de 1 horas, 25 minutos e 31,0 segundos.
A galáxia NGC 535 foi descoberta em 31 de Outubro de 1864 por Heinrich Louis d'Arrest.